# یوگا (فلسفه)
یوگا یکی از مکاتب شش‌گانه ی ارتدکس آیین هندو است. در ادبیات باستانی، میان‌دورانی و امروزی مکتبِ یوگای هندوئیزم را به سادگی یوگا می‌خوانند. این مکتب ارتباط نزدیکی با دیگر مکتبِ هندوئیزم سامکهیه دارد. کوشش نظام‌مندِ مکتب یوگا برای به‌سازیِ جسمانی، روانی و معنوی منبع الهام تمام مکاتب دیگر فلسفه ی هندی شده است.. یوگا سوتراهای پتانجلی متن کلیدی این مکتب می‌باشد.

## سرچشمه
1. ↑  Knut Jacobsen (2008), Theory and Practice of Yoga, Motilal Banarsidass, شابک ‎۹۷۸−۸۱۲۰۸۳۲۳۲۹, pages 100-101, 333-340
2. ↑  Maurice Phillips (Published as Max Muller collection), The Evolution of Hinduism, Origin and Growth of Religion, p. 8, در گوگل بوکس, PhD. Thesis awarded by University of Berne, Switzerland, page 8
3. ↑  Knut Jacobsen (2008), Theory and Practice of Yoga, Motilal Banarsidass, شابک ‎۹۷۸−۸۱۲۰۸۳۲۳۲۹, pages 100-101, 333-340
4. ↑  Mike Burley (2012), Classical Samkhya and Yoga – An Indian Metaphysics of Experience, Routledge, شابک ‎۹۷۸−۰−۴۱۵−۶۴۸۸۷−۵, pages 43-46 and Introduction chapter
5. ↑  Mike Burley (2012), Classical Samkhya and Yoga – An Indian Metaphysics of Experience, Routledge, شابک ‎۹۷۸−۰−۴۱۵−۶۴۸۸۷−۵, pages 20-29
6. ↑  Roy Perrett, Indian Ethics: Classical traditions and contemporary challenges, Volume 1 (Editor: P Bilimoria et al), Ashgate, شابک ‎۹۷۸−۰−۷۵۴۶−۳۳۰۱−۳, pages 149-158

- مشارکت‌کنندگان ویکی‌پدیا. «Yoga (philosophy)». در دانشنامهٔ ویکی‌پدیای انگلیسی، بازبینی‌شده در ۵ آوریل ۲۰۲۱.